# Michael Locher
Michael Locher, pseud. Vorph (ur. 7 stycznia 1969) – szwajcarski muzyk metalowy znany przede wszystkim z wieloletnich występów w zespole Samael, którego jest założycielem. Poza Samaelem współpracował z zespołem Alastis. Jako swoje inspiracje wymieniał takie zespoły jak Bathory, Venom, Slayer, Motörhead, Celtic Frost czy Iron Maiden.

## Dyskografia

### Wraz zSamael
- Worship Him (1991)
- Blood Ritual (1992)
- Ceremony of Opposites (1994)
- Passage (1996)
- Eternal (1999)
- Reign of Light (2004)
- Solar Soul (2007)
- Above (2009)
- Lux Mundi (2011)
- Hegemony (2017)